# Hanns Heinz Ewers
Hanns Heinz Ewers (3. listopadu 1871 Düsseldorf — 12. června 1943 Berlín) byl německý spisovatel, autor senzačních fantastických románů. Byl příznivcem nacismu, i když byl později z NSDAP vyloučen a jeho knihy dočasně zakázány.

## Život

### Mládí a pobyt v cizině
Narodil se v rodině Heinricha Ewerse a Marie roz. Weerth (1839–1926). Byl nejstarší ze tří synů, maturoval v roce 1891. Pokusil se jako dobrovolník o vojenskou službu, pro vadu zraku ji však musel opustit. V sedmnácti letech začal psát verše.
Před první světovou válkou cestoval po Evropě, Americe a Asii. Cesty financoval svými honoráři za fejetony a cestopisy. Od roku 1913 se věnoval filmu. Režíroval film Pražský student (1913) a podílel se na dalších, které jsou dnes považovány za ztracené. (Film Die Eisbraut – Ledová nevěsta, 1913, byl cenzurou pro nahé scény zakázán.)
V roce 1914 odcestoval do Jižní Ameriky, kde ho zastihnul počátek I. světové války. Tu prožil v New Yorku, kde pokračoval v psaní a publikování svých děl. Jako úspěšný spisovatel se exponoval proti zapojení USA do války po boku Velké Británie. Cestoval po zemi, mluvil ke krajanským spolkům a pomáhal zajišťovat finance pro německý Červený kříž. S dalšími německými občany byl poslán do internačního tábora, odkud byl v roce 1921 navrácen do Německa.

### Soukromý život
Přestože byl homosexuál, oženil se v roce 1901 s Ilnou Ewers-Wunderwald (1869–1957). Rozvedli se v roce 1912, ale nežili spolu již od roku 1904. V roce 1921 se oženil s Josephine Bumillerovou (1897–1974), se kterou se seznámil v USA. I toto manželství se v roce 1929 dostalo do krize. 
Kromě alkoholu experimentoval Ewers i s drogami – hašišem a meskalinem.

### Vztah k nacismu
Během posledních let Výmarské republiky byl Ewers ovlivněn narůstající nacistickou stranou, jejím nacionalismem, nietzschovskou filozofií a obdivem k německé kultuře. Členem NSDAP se stal v roce 1931. Nesouhlasil s nacistickým antisemitismem (židovským přátelům zajišťoval výjezdní víza), což spolu s jeho homosexuálními sklony zapříčinilo konec jeho obliby u vedení strany. Jeho popularita poklesla zejména po vraždě Ernsta Röhma během tzv. Noci dlouhých nožů v červnu/červenci 1934. V tomto roce byla většina jeho děl v Německu zakázána a majetek zabaven. Ewers nakonec dosáhl zrušení zákazu.

### Horst Wessel a film Hans Westmar
Film Hans Westmar vznikl v Německu v roce 1933 podle Ewersova životopisného románu Horst Wessel. Ein deutsches Schicksal. (Horst Wessel. Německý osud.) Horst Wessel (1907—1930) byl mladý nacista, zabitý komunisty a po smrti oslavovaný nacistickým režimem.
Film byl původně natáčen pod názvem Horst Wessel. Po promítání zvaným účastníkům v říjnu 1933 by na zákrok Goebbelse dočasně zakázán a povolen pouze pod podmínkou změn. Byl přepracován (výsledná verze byla o 5 minut kratší) a pod novým názvem Hans Westmar uvolněn k promítání v prosinci 1933. Matka Horsta Wessela se do poslední chvíle marně pokoušela promítání filmu zabránit, telegrafovala před premiérou Hitlerovi, že se jedná o znesvěcení jejího syna. Příběh vypráví o Hansi Westmarovi, který se po příjezdu do Berlína setkává s působením komunistů, představovaných stereotypně Židy. Poté, co se Westmar rozhodne pomáhat místní organizaci nacistů, je komunisty zabit.
Film nebyl dobře přijat nacistickými představiteli, zejména Goebbelsem, kteří v něm viděli možné narušení památky Horsta Wessela. Nebyl proto veřejně téměř zmiňován a pro autory, včetně Ewerse, znamenal finanční katastrofu. Po válce byl film Hans Westmar spojenci zakázán a promítání je dodnes možné pouze se souhlasem německého filmového archivu.

### Závěr života
Poslední Ewersovu knihu Die schönsten Hände der Welt (Nejkrásnější ruce světa) vydalo nakladatelství Zinnen Verlag v roce 1943. Téhož roku zemřel v Berlíně na tuberkulózu.

## Dílo

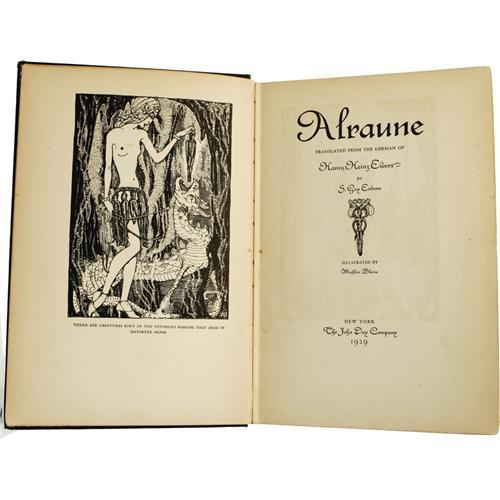
Alraune, New York 1929, il. Mahlon Blade

- Fabelbuch. (s Teodorem Etzelem, vydal Langen, Mnichov, 1901)
- Singwald. (Zpívající les, vydal E. A. Seemann, Lipsko, 1901)
- Die Besessenen. Seltsame Geschichten. (Posedlí, vydal Georg Müller, Mnichov/Lipsko, 1908, obsahuje povídku Die Spinne – Pavouk)
- Mit meinen Augen... Fahrten durch die lateinische Welt (Mýma očima... Cesty po latinskoamerickém světě, vyd. Konrad W. Mecklenburg, Berlín 1908)
- Alraune. Die Geschichte eines lebenden Wesens (Alraune, vydal G. Müller, Mnichov/Lipsko 1911)
- Indien und ich (Indie a já, vydal G. Müller, Mnichov/Lipsko, 1911)
- Horst Wessel. Ein deutsches Schicksal. ( Horst Wessel. Německý osud., vydal Cotta, Stuttgart/Berlin 1932)
- Die schönsten Hände der Welt. Geschichten in der Sonne. (Nejkrásnější ruce světa. Příběhy ve slunci., vydal Zinnen Verlag, Mnichov/Vídeň/Lipsko 1943, poslední kniha vydaná za autorova života)

## Česká vydání
- Hrůza (neobyčejné příhody, přeložil E. Šubert, Praha, Alois Hynek, 1911)[2]
- Konec Johna Hamiltona Llewellyna, (in: 1000 nejkrásnějších novel... č. 14, úvod František Sekanina, přeložil František Veverka, Praha, J. R. Vilímek, 1911)
- Pavouk (přeložil Jaroslav Vykydal, Praha Šolc, 1916)
- Srdce králů a jiné hrůzné příběhy (přeložil B. Spurný, Praha, František Topič, 1916)
- Alraune (historie živoucí bytosti, s předmluvou Stanislawa Przybyszewského, přeložil Jiří Ščerbinský, Lvov, Lektor, 1919)
- Láska? (přeložil Emmerich Alois Hruška, Královské Vinohrady, Alois Koníček, 1919)
- Můj pohřeb (tragikomedie, přeložil Karel Koschin, Praha, Saturn, 1920)
- Ukřižovaný Tannhäuser a jiné hrůzné příhody (přeložil Karel Koschin, Praha, Saturn, 1920)
- Alrúna (příhody živoucí bytosti, přeložil Hugo Filla, Plzeň, Vendelín Steinhauser, 1921)
- Poslední vůle nevěstčina (přel. F. H. Smolík, Praha, Jan Toužimský, 1923)
- Čarodějův učeň (Zaklínači ďábla) (román, přeložil Oskar Reindl, Praha, Alois Hynek, 1924)
- Posedlí (přeložil Karel Weinfurter, Praha, Alois Hynek, 1925)[3]
- Zaklínač duchů (přeložil Karel Weinfurter, Praha, Alois Hynek, 1925)
- Hrůza (Podivné příběhy, přeložili Karel Weinfurter, E. Šubert [Emanuel Lešehrad], Praha, Alois Hynek, 1926)
- Upír (Zmatený román v barvách a cárech, přeložil Oskar Reindl, Praha, Alois Hynek, 1926
- Črty z Indie (přeložil O. Reindl, Praha, Všetečka & spol., 1931)
- Koniec Johna H. Llewellyna (Nitra, Srnánek, 1948)
- Srdce králů (přel. Mojmír Hrbek, litografie a obálka Michael Rittstein, grafická úprava Vladislav Zadrobílek, Praha, Trigon, 1991)
- Pavouk (překlad Karel Koschin, Praha, Volvox Globator, 1994)
- Nalezené ptáče (z originálu Fundvogel přeložila Ingeborg Fialová, Ostrava, Protimluv, 2023)

## Filmografie
- Pražský student
  - (1913, Německo, podle povídky E. A. Poea, režie a spolupráce na scénáři H. H. Ewers,[p 2] exteriéry natáčeny v Praze)
  - (1926, Německo, 1926, podle povídky E. A. Poea a románu H. H. Ewerse)
- Alraune, podle stejnojmenného románu H. H. Ewerse:
  - (1918, Maďarsko)
  - (1928, Německo)
  - (1930, Německo, zvukový film s Brigitte Helm)
  - (1952, Německá spolková republika, s Erichem von Stroheim)
- Fundvogel (1930, Německo, podle stejnojmenného románu H. H. Ewerse)
- Hans Westmar (1933, Německo, podle románu H. H. Ewerse Horst Wessel)

## Hodnocení H. H. Ewerse

### Reakce na jeho dílo v českých zemích
V období Rakousko-Uherska byl již Ewers v českých zemích znám a v denním tisku i knižně bylo jeho dílo v českém překladu otiskováno. Časopis Lumír se však o jeho díle vyjádřil pohrdavě. Větší pozornost Ewersovi věnoval německy psaný tisk, např. deník Bohemia, do kterého autor též přispíval.
Za První republiky bylo Ewersovo dílo knižně vydáváno, zůstávalo však na okraji zájmu kritiky; tisk oznamoval vydání jeho knih.
Film Hans Westmar označil československý tisk jako „pověstný německý hakenkrajclerský film“. Nepodařilo se zjistit, že by byl v Československu nebo Protektorátu veřejně promítán.
Za Protektorátu, při Ewersových sedmdesátinách v roce 1941, byl autor charakterizován jako „zdomácnělý“ spisovatel a tisk konstatoval, že většina jeho díla byla přeložena do češtiny.

### Zajímavost
Podle Národních listů z roku 1916 souhlasil Ewers s překladem svých povídek do češtiny s poznámkou: „Považuji za čest, že mé dílo bude přeloženo právě do řeči národa, jenž v horkém boji s mým vlastním národem dovedl svůj národní ráz chrániti a prosaditi.“

### Současné hodnocení
Hanns Heinz Ewers je dnes znám především pro svou spolupráci s nacisty a jeho význam pro literaturu hororu a fantasy je považován za vedlejší. Novodobá vydání jeho děl jsou proto poměrně řídká a vzácnější vydání z doby jeho života dosahují na sběratelském trhu vysoké ceny.